# Home Office

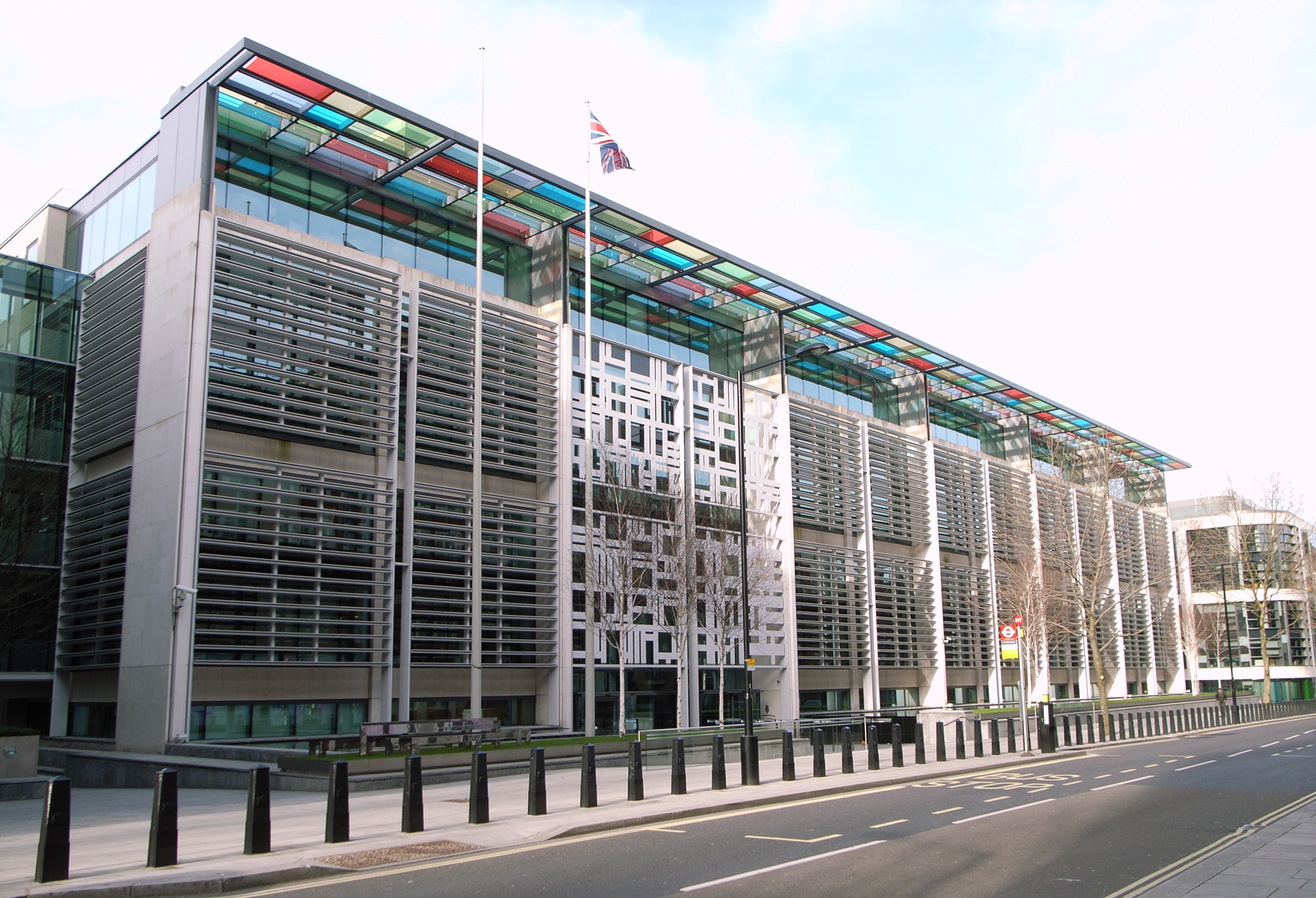
De Home Office Building in Marsham Street, City of Westminster, Londen

Het Home Office (HO) of Home Department is een ministerieel departement van de Regering van het Verenigd Koninkrijk. Het lijkt zowel in naam als in taken op het ministerie van Binnenlandse Zaken in andere landen.

## Taken
Het ministerie is verantwoordelijk voor veiligheid en openbare orde, evenals immigratie en identiteitskaarten. Sommige taken hebben betrekking op het hele Verenigd Koninkrijk, andere alleen op Engeland en in sommige gevallen Wales, aangezien Wales, Schotland en Noord-Ierland ook hun eigen regering hebben.
Meer in detail is het ministerie verantwoordelijk voor de politie in Engeland en Wales, de brandweer en reddingsdiensten in Engeland, de binnenlandse veiligheidsdienst MI5 en het verstrekken van visa en verblijfsvergunningen. Het is ook belast met het overheidsbeleid inzake veiligheidsgerelateerde kwesties zoals drugs en terrorisme.
Het was voorheen ook verantwoordelijk voor het gevangeniswezen (Her Majesty's Prison Service) en de reclassering (National Probation Service), maar deze zijn overgedragen aan het ministerie van Justitie. Anders dan in sommige andere landen, zoals Nederland, is het ministerie níet verantwoordelijk voor de ambtenarij: deze vallen rechtstreeks onder de premier, terwijl er voor toezicht op het lokaal bestuur in Engeland een andere minister is (sinds 2018 de minister van Volkshuisvesting, gemeenschappen en lokaal bestuur).

## Leiding en locatie
Het ministerie wordt geleid door de Home Secretary, dus de minister van Binnenlandse Zaken. Deze is lid van het Britse kernkabinet en de positie geldt als een van de vier hoogste ambten in het Verenigd Koninkrijk. In het Kabinet-Starmer is dit sinds 2024 Yvette Cooper. Home Department in plaats van Home Office als naam van het ministerie komt vooral in officiële publicaties, zoals kamervragen en gerechtelijke stukken en de formele titel van de minister: Secretary of State for the Home Department.
Het departement bestaat sinds 27 maart 1782. Het hoofdkwartier is sinds 2005 nieuwbouw ontworpen door de architect Terry Farrell in Marsham Street in de City of Westminster (Londen), vlak bij Victoria Street en Parliament Square.